# O'Brien (1984)
O'Brien (conocido como O'Connor en la película adaptada de 1956 sobre la novela) es un personaje ficticio y el principal antagonista de la novela 1984 (Nineteen Eighty-Four, en inglés o Mil Novecientos Ochenta y Cuatro, en castellano). El protagonista, Winston Smith, vive en una sociedad distópica gobernada por el Partido, sintiéndose extrañamente atraído por un miembro del Partido Interior O'Brien. Orwell nunca revela el nombre de pila o primer nombre de O'Brien.

## Visión general
O'Brien es un miembro del Partido Interior y, como Winston Smith, trabaja en el Ministerio de la Verdad. Allí, él tiene una posición administrativa tan distante que Winston tiene una vaga idea de su naturaleza. Winston sospecha que O'Brien, secretamente, se opone al Partido. Eventualmente, O'Brien enfoca a Winston algunas ideas que parecen confirmar las sospechas de Winston. Winston busca el coraje para decirle a O'Brien, sinceramente, lo que él piensa, sus pensamientos diferentes y heterodoxos, con lo que Winston se auto-declara enemigo del Estado totalitario.
En un primer momento, la intuición e ideas de Winston parecían ser correctas: O'Brien se presenta como un miembro de la "Hermandad", buscando derrocar al Partido e Ingsoc. O'Brien invita a Winston (y este invita a Julia) a su apartamento, donde, como miembro del Partido Interior, vive lujosamente. Allí extrae una serie de promesas de la pareja, preparándolos para hacer cualquier cosa con tal de servir a la Hermandad, excepto (como protesta de Julia) separarse uno del otro.
En realidad, O'Brien es un miembro de la Policía del Pensamiento, y es completamente leal al Partido y a Ingsoc. Él es parte de un movimiento de operaciones de bandera falsa, cuyo objetivo es encontrar a los ciudadanos que cometen crimental (término neolingüístico) o también dicho criminales del pensamiento (ciudadanos que tienen pensamientos heterodoxos e inaceptables por el Partido) por medio de un señuelo que pretende estar de su lado. Luego se arresta a este "criminal" y se le "cura".
La próxima vez que se ve a O'Brien es cuando Winston es arrestado por la Policía del Pensamiento. Él revela su verdadera identidad (como miembro del Partido) respondiendo a la sorpresa de Winston:
-¡A ti también te han atrapado!
Respondiendo O'Brien:
-Ellos me atraparon hace mucho tiempo.
Según las estimaciones de Winston, O'Brien tiene entre 48 y 50 años (O'Brien se da cuenta de esta estimación o de esta observación de Winston a pesar de que Winston no lo ha comentado).
Después de varias semanas, O'Brien tortura a Winston para curarlo de su "locura", en particular de su "falsa" noción de que existe un pasado y una realidad externa y evidente que es independiente del Partido. O'Brien explica que la realidad solo existe dentro de la mente humana, y desde que el Partido controla la mente de todo el mundo, controlan la realidad.
Él es enteramente honesto con el brutal cinismo del Partido. El Partido no busca el poder para beneficiarse a ellos mismos o a sus funcionarios, sino para revelar en posesión de ese poder: "Siempre, Winston, en todo momento, habrá esa emoción de victoria, la sensación de pisotear a un enemigo indefenso. Si quieres una imagen del futuro, imagina siempre una bota estampada en una cara humana".
Hasta en las escenas de tortura, hay una extraña intimidad que persiste entre Winston y O'Brien. Hasta O'Brien afirma que la mente de Winston le apela, y que esta se asemeja a la mente de O'Brien, aunque la mente de Winston solo se diferencia por su "locura". Finalmente, en la Habitación 101, O'Brien tortura a Winston para que abrace "voluntariamente" la filosofía del Partido.

## Inspiraciones
O'Brien fue parcialmente inspirado en Gletkiny en un hombre normal llamado Gayou, un personaje de la novela El cero y el infinito, de Arthur Koestler. Los dos personajes tienen muchos rasgos en común, incluyendo su crueldad y el fanatismo al gobierno: sin embargo O'Brien es más sádico y prefiere usar la tortura él mismo (es decir, ser el torturador) mientras que Gletkin prefiere atormentar a sus prisioneros psicológicamente. Las escenas de tortura (emprendidas por O'Brien) fueron influenciadas en parte por las historias filtradas de la URSS de los castigos infligidos en prisioneros políticos en hospitales psiquiátricos y los gulags
La elección del apellido claramente irlandés está considerada como referencia a Brendan Bracken, bajo quien Orwell trabajó durante la guerra creando propaganda y a quien Orwell detestaba. En lo que ha sido descrito como "una de las coincidencias más raras de la literatura", en 2003 fue revelado que O'Brien fue el nombre en clave del agente de la NKVD, Hugh O'Donell, el cual recibió reportes del autor por medio de su subordinado David Crook cuando Crook espió a Orwell durante la Guerra Civil Española.

## Representaciones
En la adaptación de 1984, O'Brien fue representado por Richard Burton. En la adaptación de 1956, O'Brien fue renombrado como O'Connor, posiblemente para evitar confusiones con Edmond O'Brine, el cual fue el actor que interpretó a Winston. O'Connor fue interpretado por el actor Michael Redgrave.
En la adaptación de "BBC Television" del libro, O'Brien fue interpretado por André Morell. El actor canadiense Lorne Greene interpretó a O'Brien en una adaptación de 1953 hecha por CBS en su serie antológica "Studio One".
El personaje de Corbin O'Brian de la película de 2016, Snowden, se cree que está inspirado en el O'Brien de Orwell.